# Ivo Urbančič
Ivo Urbančič (12 de novembro de 1930 - 7 de agosto de 2016) foi um filósofo esloveno. Ele é considerado um dos pais da escola fenomenológica na Eslovénia. Seu papel no desenvolvimento do pensamento filosófico é comparável ao de Mihailo Đurić, na Sérvia, ou Vanja Sutlić, na Croácia.